# Instytut Technologii Krzemianów
Instytut Technologii Krzemianów – jednostka organizacyjna Ministerstwa Przemysłu Lekkiego, istniejąca w latach 1952–1961, powołana z zadaniem prowadzenia prac naukowo-badawczych w dziedzinie technicznej, organizacyjnej i ekonomicznej, mającej na celu postęp techniczny i gospodarczy w zakresie technologii tworzyw opartych na surowców mineralnych.

## Powołanie Instytutu
Na podstawie zarządzenia Ministra Przemysłu Lekkiego z 1951 r. w sprawie utworzenia Instytutu Technologii Krzemianów ustanowiono Instytut. Powołanie Instytutu pozostało w związku ustawą z 1951 r. o tworzeniu instytutów naukowo-badawczych dla potrzeb gospodarki narodowej.
Zwierzchni nadzór nad instytutem sprawował Minister Przemysłu Lekkiego.

## Zadania Instytutu
Zadaniem Instytutu było prowadzenie prac naukowo-badawczych w zakresie technologii tworzyw opartych na surowcach mineralnych, dla przemysłów:
- materiałów wiążących – cementu, wapna, gipsu, żużla i innych,
- ceramicznego – ceramiki budowlanej, technicznej i użytkowej,
- wapienno-piaskowego,
- izolacyjnego – izolacji na bazie tworzyw mineralnych.

## Kierowanie Instytutem
Na czele Instytutu stał dyrektor, który kierował samodzielnie działalnością Instytutu i był z nią odpowiedzialny. Dyrektor zarządzał Instytutem przy pomocy dwóch zastępców, którzy mieli przydzielony zakres prac, za który odpowiadali przed dyrektorem.

## Rada Naukowa
Przy Instytucie działała Rada Naukowa składająca się z przewodniczącego, jego zastępcy i dziewiętnastu członków, powoływanych przez ministra na okres trzech lat, spośród przedstawicieli nauki i znawców zagadnień, wchodzących w zakres działania Instytutu.
Do zakresu działania Rady Naukowej należało:
- inicjowanie prac naukowo-badawczych,
- opiniowanie planów naukowo-badawczych i preliminarzy budżetowych Instytutu,
- wypowiadania się w sprawie organizacji Instytutu,
- rozpatrywanie innych spraw na zlecenie ministra lub na wniosek przewodniczącego Rady.

## Zniesienie Instytutu
Na podstawie zarządzenie Przewodniczącego Komitetu Pracy i Płac z 1961 r. w sprawie ustalenia wykazu instytutów naukowo-badawczych uważanych za instytuty techniczne zlikwidowano Instytut.